# Сосновий Бір (Чугуївський район)
Сосно́вий Бір — село в Україні, у Вовчанській міській громаді Чугуївського району Харківської області. Населення становить 154 осіб. До 2020 орган місцевого самоврядування — Бугаївська сільська рада.

## Географія
Село Сосновий Бір розташоване на лівому березі річки Пільна за 4 км до її впадіння в Печенізьке водосховище. Вище за течією розташовані села Пільна та Українське, на протилежному березі — село Лосівка, від водосховища село відділяє великий лісовий масив (сосна). Поруч проходить автомобільна дорога Т 2104.
У селі річка Земляний Яр впадає у Пільну.

## Історія
1775 рік — засноване як село Гнилиця.
1956 рік — перейменоване в село Сосновий Бір.
12 червня 2020 року, відповідно до Розпорядження Кабінету Міністрів України  № 725-р «Про визначення адміністративних центрів та затвердження територій територіальних громад Харківської області», увійшло до складу Вовчанської міської громади.
19 липня 2020 року, в результаті адміністративно-територіальної реформи та ліквідації Вовчанського району, село увійшло до складу Чугуївського району.